# Christine Nesbitt
Christine Nesbitt, född 17 maj 1985 i Melbourne i Australien, men uppväxt i London, Ontario, är en kanadensisk skridskoåkare. Nesbitt vann guld på 1 000 m  vid   Olympiska vinterspelen 2010 i Vancouver. Hon hade tidigare vunnit en silvermedalj i förföljelselopp vid OS 2006 i Turin. Världsmästare i sprint 2011, på 1000 meter 2009, 2011 och 2012 och på 1500 meter 2012. I allround-VM är bästa resultatet en andraplats 2011. Nesbitt blev första kvinna under 1.13 på 1000 meter när hon den 28 januari 2012 i Calgary satte världsrekordet 1.12,68. För det fick hon Oscar Mathisens pris 2012.